# Witkowo
Pour les articles homonymes, voir Witkowo (homonymie).
Witkowo (prononciation : [vitˈkɔvɔ], en allemand : Wittingen) est une ville polonaise du powiat de Gniezno de la voïvodie de Grande-Pologne dans le centre-ouest de la Pologne.
Elle est située à environ 16 kilomètres au sud-est de Gniezno, siège du powiat, et à 59 kilomètres à l'est de Poznań, capitale de la voïvodie de Grande-Pologne.
Elle est le siège administratif (chef-lieu) de la gmina de Witkowo.
La ville couvre une surface de 8,3 km2 et comptait 7 934 habitants en 2009.

## Géographie

Plan de la ville.

La ville de Witkowo est située au centre-est de la voïvodie de Grande-Pologne, à proximité de la région historique et géographique de Cujavie. Aucun cours d'eau ne passe par la ville. Witkowo s'étend sur 8,3 km2.

## Histoire
Jusqu'en 1927, la ville était le chef-lieu du powiat de Witkowo (pl)
De 1975 à 1998, Witkowo appartenait administrativement à la voïvodie de Konin. Depuis 1999, la ville fait partie du territoire de la voïvodie de Grande-Pologne.

## Monuments
- l'église paroissiale saint Nicolas, construite aux alentours de 1840 ;
- l'ancien siège du powiat (starostwo), construit au début du XXe siècle ;
- l'ancien bâtiment de la banque du peuple, construit en 1913.

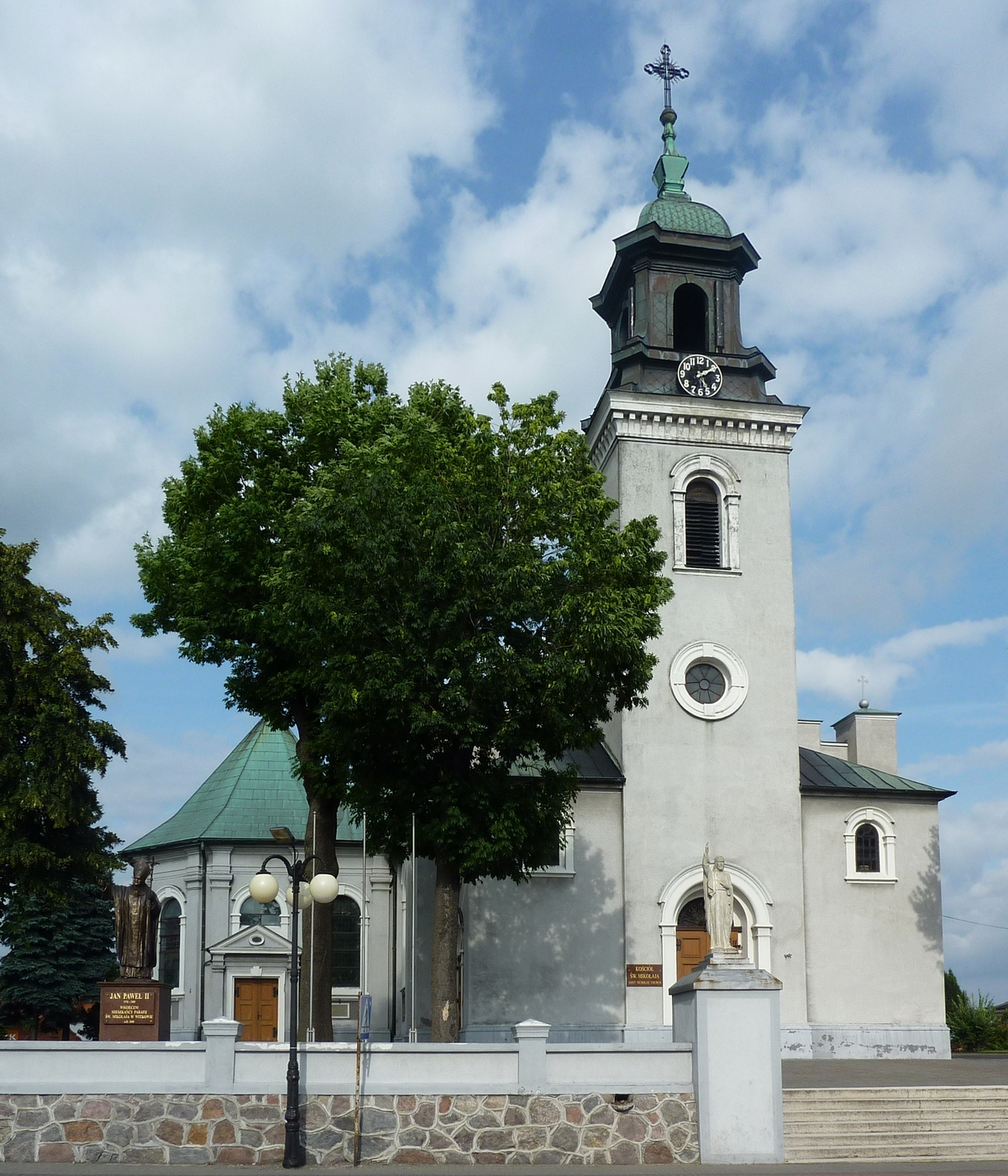
L'église (extérieurs).
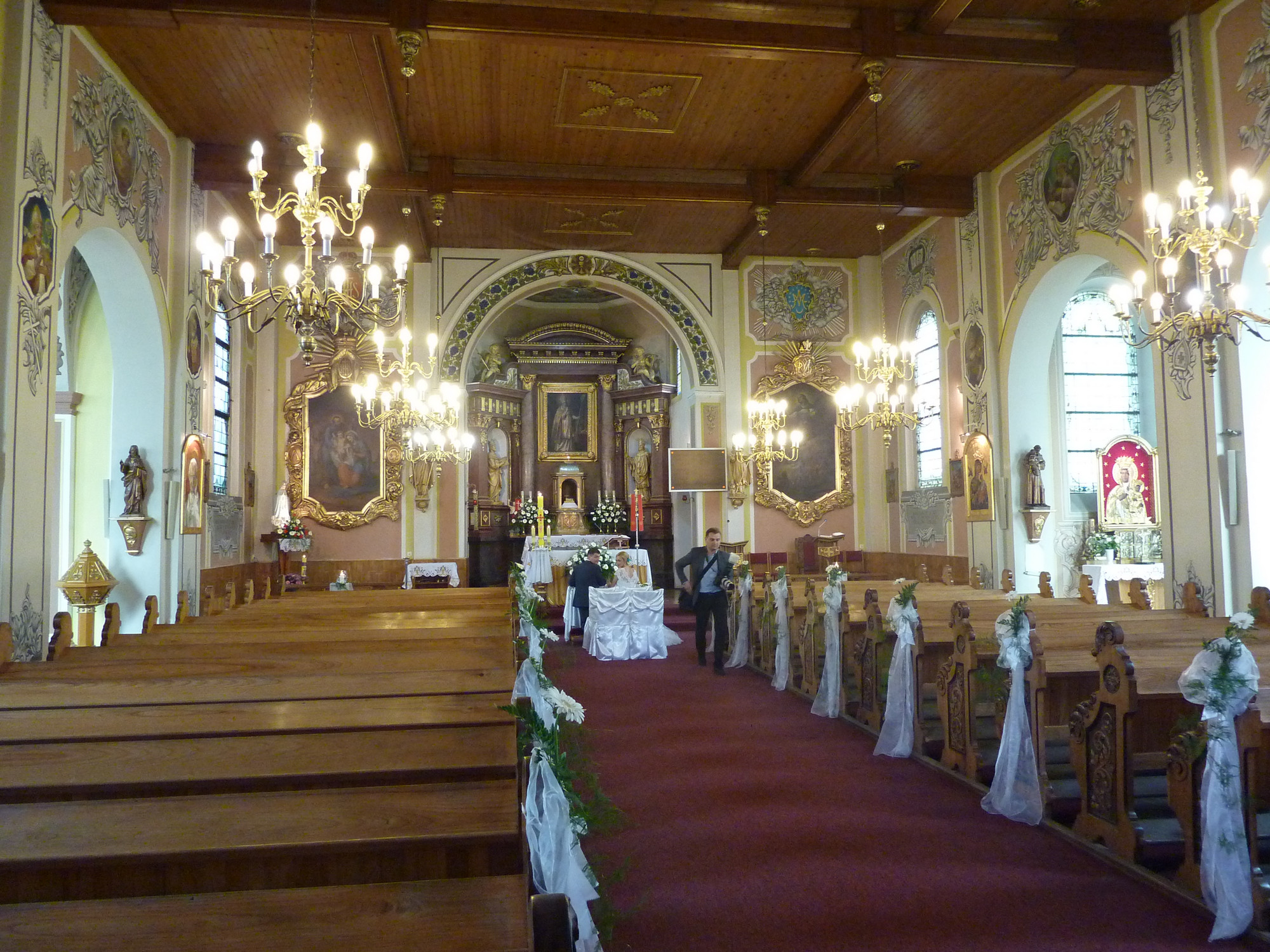
L'église (intérieur).
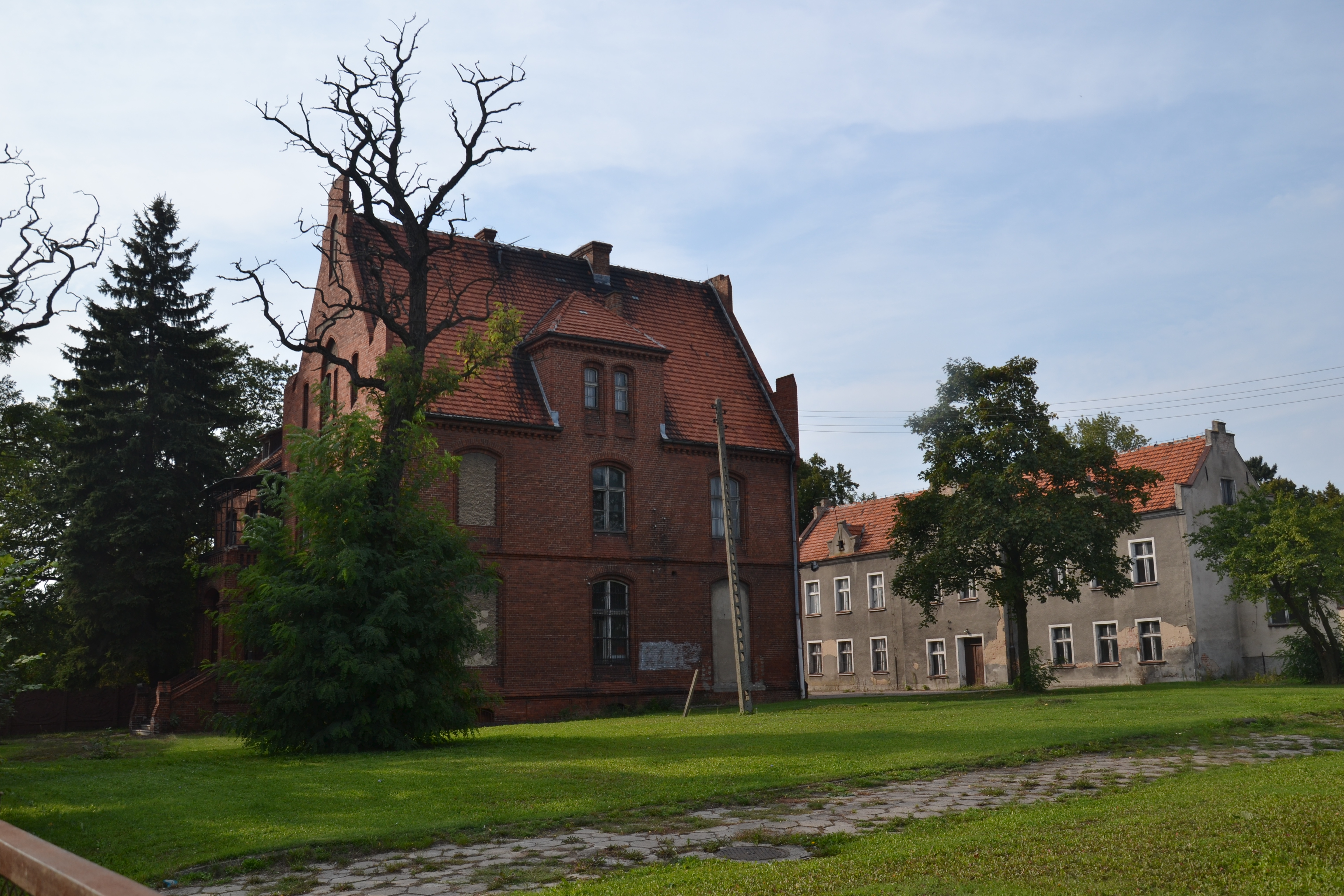
L'ancien starostwo.
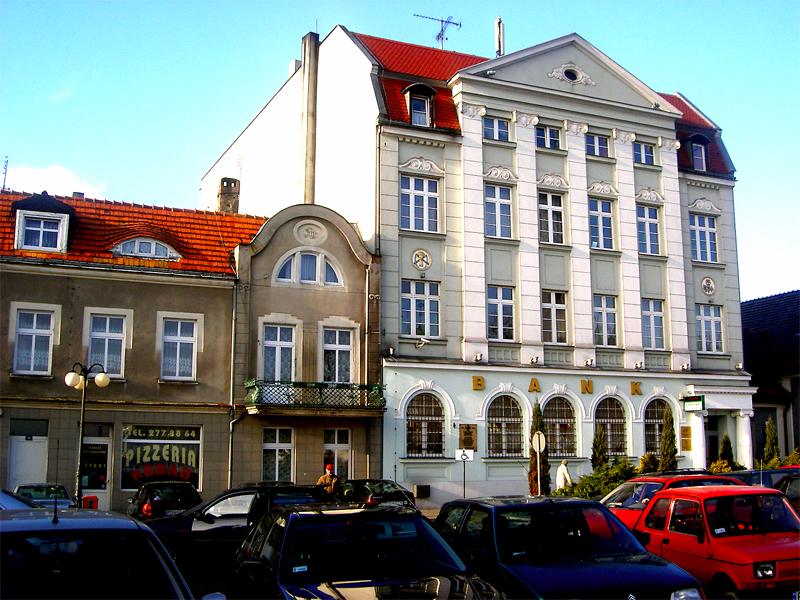
L'ancienne banque.

## Voies de communication
La route voïvodale 260 (qui relie Wólka à Gniezno) passe par la ville.